# 3sat
3sat is een Duitstalige televisiezender. Voor de programmering van 3sat werken vier publiekrechtelijke omroepen samen: ARD en ZDF uit Duitsland, ORF uit Oostenrijk en Schweizer Radio und Fernsehen (SRF) uit Zwitserland. In de programmering ligt de nadruk op cultuur en kennis. De zender is vrij van reclame. 3sat wordt free-to-air via satelliet naar Europa uitgezonden.

3sat logo

De uitzendingen van 3sat begonnen op 1 december 1984 als gemeenschappelijk programma van ZDF, ORF en SF. In 1990 sloot de Oost-Duitse omroep Deutsche Fernsehfunk (DFF) zich hierbij aan, maar deze omroep werd per 1 januari 1992 opgeheven. Per 1 december 1993 werd de ARD de vierde partner. De drie in de naam 3sat verwijst naar de drie omroepen en landen die 3sat oprichtten en sat verwijst naar de destijds nieuwe verspreidingsvorm via satelliet. Na de medewerking van de ARD is erover gepraat om de naam te wijzigen in 4sat, maar toch is dat er nooit van gekomen.